# Partecipanti al Giro d'Italia 2018
Elenco dei partecipanti al Giro d'Italia 2018.
Il Giro d'Italia 2018 fu la centunesima edizione della corsa. Alla competizione presero parte 22 squadre, le diciotto iscritte all'UCI World Tour 2018 e le quattro squadre invitate (la Androni Giocattoli-Sidermec, la Bardiani CSF, la Israel Cycling Academy e la Wilier Triestina-Selle Italia, tutte di categoria UCI Professional Continental), ciascuna delle quali composta da otto corridori, per un totale di 175 ciclisti, poiché Kanstancin Siŭcoŭ, non prese il via. La corsa partì il 4 maggio da Gerusalemme e terminò il 27 maggio a Roma, dove tagliarono il traguardo 149 corridori.

## Corridori per squadra
| Team Sunweb                 | Team Sunweb                 | Team Sunweb                 | FDJ                            | FDJ                            | FDJ                            | Team Katusha-Alpecin                   | Team Katusha-Alpecin                   | Team Katusha-Alpecin                   |
| --------------------------- | --------------------------- | --------------------------- | ------------------------------ | ------------------------------ | ------------------------------ | -------------------------------------- | -------------------------------------- | -------------------------------------- |
| 1                           | Tom Dumoulin (Cr.) (Cr.)    | 2º                          | 81                             | Thibaut Pinot                  | NP 21ª                         | 161                                    | Maksim Bel'kov                         | 127º                                   |
| 2                           | Roy Curvers                 | 128º                        | 82                             | William Bonnet                 | R 19ª                          | 162                                    | Alex Dowsett                           | 120º                                   |
| 3                           | Chad Haga                   | 71º                         | 83                             | Matthieu Ladagnous             | R 21ª                          | 163                                    | José Gonçalves                         | 14º                                    |
| 4                           | Chris Hamilton              | 103º                        | 84                             | Steve Morabito                 | 79º                            | 164                                    | Vjačeslav Kuznecov                     | 105º                                   |
| 5                           | Lennard Hofstede            | 144º                        | 85                             | Georg Preidler (Cr.)           | 29º                            | 165                                    | Maurits Lammertink                     | 41º                                    |
| 6                           | Sam Oomen                   | 9º                          | 86                             | Sébastien Reichenbach          | 22º                            | 166                                    | Tony Martin (Cr.)                      | 110º                                   |
| 7                           | Laurens ten Dam             | 35º                         | 87                             | Anthony Roux                   | 76º                            | 167                                    | Baptiste Planckaert                    | 116º                                   |
| 8                           | Louis Vervaeke              | R 19ª                       | 88                             | Jérémy Roy                     | 109º                           | 168                                    | Mads Würtz Schmidt                     | 81º                                    |
| D.S.: Rudie Kemna           | D.S.: Rudie Kemna           | D.S.: Rudie Kemna           | D.S.: Yvon Madiot              | D.S.: Yvon Madiot              | D.S.: Yvon Madiot              | D.S.: Claudio Cozzi                    | D.S.: Claudio Cozzi                    | D.S.: Claudio Cozzi                    |
| AG2R La Mondiale            | AG2R La Mondiale            | AG2R La Mondiale            | Israel Cycling Academy         | Israel Cycling Academy         | Israel Cycling Academy         | Team Lotto NL-Jumbo                    | Team Lotto NL-Jumbo                    | Team Lotto NL-Jumbo                    |
| 11                          | Alexandre Geniez            | 11º                         | 91                             | Ben Hermans                    | 45º                            | 171                                    | Enrico Battaglin                       | 34º                                    |
| 12                          | François Bidard             | 37º                         | 92                             | Guillaume Boivin               | 117º                           | 172                                    | George Bennett                         | 8º                                     |
| 13                          | Mikaël Cherel               | R 19ª                       | 93                             | Zakkari Dempster               | 126º                           | 173                                    | Koen Bouwman                           | 50º                                    |
| 14                          | Nico Denz                   | 62º                         | 94                             | Krists Neilands (Lin.)         | 73º                            | 174                                    | Jos van Emden                          | 99º                                    |
| 15                          | Hubert Dupont               | 20º                         | 95                             | Guy Niv                        | R 5ª                           | 175                                    | Robert Gesink                          | 23º                                    |
| 16                          | Quentin Jauregui            | 48º                         | 96                             | Rubén Plaza                    | 47º                            | 176                                    | Gijs Van Hoecke                        | 122º                                   |
| 17                          | Matteo Montaguti            | 42º                         | 97                             | Kristian Sbaragli              | 111º                           | 177                                    | Bert-Jan Lindeman                      | 114º                                   |
| 18                          | Clément Venturini           | 104º                        | 98                             | Guy Sagiv (Cr.)                | 141º                           | 178                                    | Danny van Poppel                       | 121º                                   |
| D.S.: Laurent Biondi        | D.S.: Laurent Biondi        | D.S.: Laurent Biondi        | D.S.: Kjell Carlström          | D.S.: Kjell Carlström          | D.S.: Kjell Carlström          | D.S.: Nico Verhoeven                   | D.S.: Nico Verhoeven                   | D.S.: Nico Verhoeven                   |
| Androni Giocattoli-Sidermec | Androni Giocattoli-Sidermec | Androni Giocattoli-Sidermec | Lotto Fix-All                  | Lotto Fix-All                  | Lotto Fix-All                  | Team Sky                               | Team Sky                               | Team Sky                               |
| 21                          | Francesco Gavazzi           | 53º                         | 101                            | Tim Wellens                    | NP 14ª                         | 181                                    | Chris Froome                           | 1º                                     |
| 22                          | Davide Ballerini            | 68º                         | 102                            | Sander Armée                   | 57º                            | 182                                    | David de la Cruz                       | 56º                                    |
| 23                          | Manuel Belletti             | 123º                        | 103                            | Lars Bak                       | 106º                           | 183                                    | Kenny Elissonde                        | 51º                                    |
| 24                          | Mattia Cattaneo             | 33º                         | 104                            | Victor Campenaerts (Cr.)       | NP 17ª                         | 184                                    | Sergio Henao (Lin.)                    | 13º                                    |
| 25                          | Marco Frapporti             | 119º                        | 105                            | Jens Debusschere               | 136º                           | 185                                    | Vasil' Kiryenka                        | R 19ª                                  |
| 26                          | Fausto Masnada              | 26º                         | 106                            | Adam Hansen                    | 60º                            | 186                                    | Christian Knees                        | 91º                                    |
| 27                          | Rodolfo Torres              | 59º                         | 107                            | Tosh Van der Sande             | R 17ª                          | 187                                    | Wout Poels                             | 12º                                    |
| 28                          | Andrea Vendrame             | 90º                         | 109                            | Frederik Frison                | 142º                           | 188                                    | Salvatore Puccio                       | 64º                                    |
| D.S.: Gianni Savio          | D.S.: Gianni Savio          | D.S.: Gianni Savio          | D.S.: Bart Leysen              | D.S.: Bart Leysen              | D.S.: Bart Leysen              | D.S.: Nicolas Portal                   | D.S.: Nicolas Portal                   | D.S.: Nicolas Portal                   |
| Astana Pro Team             | Astana Pro Team             | Astana Pro Team             | Mitchelton-Scott               | Mitchelton-Scott               | Mitchelton-Scott               | Trek-Segafredo                         | Trek-Segafredo                         | Trek-Segafredo                         |
| 31                          | Miguel Ángel López          | 3º                          | 111                            | Esteban Chaves                 | 72º                            | 191                                    | Gianluca Brambilla                     | 18º                                    |
| 32                          | Pello Bilbao                | 6º                          | 112                            | Sam Bewley                     | 130º                           | 192                                    | Laurent Didier                         | 97º                                    |
| 33                          | Jan Hirt                    | 46º                         | 113                            | Jack Haig                      | 36º                            | 193                                    | Niklas Eg                              | 93º                                    |
| 34                          | Tanel Kangert               | NP 13ª                      | 114                            | Christopher Juul Jensen        | 74º                            | 194                                    | Markel Irizar                          | 134º                                   |
| 35                          | Aleksej Lucenko             | 87º                         | 115                            | Roman Kreuziger                | 55º                            | 195                                    | Ryan Mullen (Lin. e Cr.)               | 138º                                   |
| 36                          | Luis León Sánchez           | 25º                         | 116                            | Mikel Nieve                    | 17º                            | 196                                    | Jarlinson Pantano (Cr.)                | 54º                                    |
| 37                          | Davide Villella             | 70º                         | 117                            | Svein Tuft (Cr.)               | 147º                           | 197                                    | Boy van Poppel                         | 137º                                   |
| 38                          | Andrej Zejc                 | 67º                         | 118                            | Simon Yates                    | 21º                            | 198                                    | Mads Pedersen (Lin.)                   | 140º                                   |
| D.S.: Dmitrij Fofonov       | D.S.: Dmitrij Fofonov       | D.S.: Dmitrij Fofonov       | D.S.: Matthew White            | D.S.: Matthew White            | D.S.: Matthew White            | D.S.: Alain Gallopin                   | D.S.: Alain Gallopin                   | D.S.: Alain Gallopin                   |
| Bahrain-Merida              | Bahrain-Merida              | Bahrain-Merida              | Movistar Team                  | Movistar Team                  | Movistar Team                  | UAE Team Emirates                      | UAE Team Emirates                      | UAE Team Emirates                      |
| 41                          | Domenico Pozzovivo          | 5º                          | 121                            | Carlos Alberto Betancur        | 15º                            | 201                                    | Fabio Aru (Lin.)                       | R 19ª                                  |
| 42                          | Manuele Boaro               | 75º                         | 122                            | Richard Carapaz                | 4º                             | 202                                    | Darwin Atapuma                         | 61º                                    |
| 43                          | Niccolò Bonifazio           | 113º                        | 123                            | Víctor de la Parte             | 39º                            | 203                                    | Valerio Conti                          | 24º                                    |
| 44                          | Matej Mohorič               | 30º                         | 124                            | Rubén Fernández Andújar        | 85º                            | 204                                    | Vegard Stake Laengen                   | 102º                                   |
| 45                          | Antonio Nibali              | 100º                        | 125                            | Antonio Pedrero                | 92º                            | 205                                    | Marco Marcato                          | 69º                                    |
| 46                          | Domen Novak                 | 101º                        | 126                            | Dayer Quintana                 | 82º                            | 206                                    | Manuele Mori                           | 66º                                    |
| 47                          | Kanstancin Siŭcoŭ           | NP 1ª                       | 127                            | Eduardo Sepúlveda              | 96º                            | 207                                    | Jan Polanc                             | 32º                                    |
| 48                          | Giovanni Visconti           | 38º                         | 128                            | Rafael Valls                   | R 10ª                          | 208                                    | Diego Ulissi                           | 28º                                    |
| D.S.: Alberto Volpi         | D.S.: Alberto Volpi         | D.S.: Alberto Volpi         | D.S.: Eusebio Unzué            | D.S.: Eusebio Unzué            | D.S.: Eusebio Unzué            | D.S.: José Antonio Fernández Rodríguez | D.S.: José Antonio Fernández Rodríguez | D.S.: José Antonio Fernández Rodríguez |
| Bardiani CSF                | Bardiani CSF                | Bardiani CSF                | Quick-Step Floors              | Quick-Step Floors              | Quick-Step Floors              | Wilier Triestina-Selle Italia          | Wilier Triestina-Selle Italia          | Wilier Triestina-Selle Italia          |
| 51                          | Giulio Ciccone              | 40º                         | 131                            | Elia Viviani                   | 132º                           | 211                                    | Jakub Mareczko                         | R 9ª                                   |
| 52                          | Simone Andreetta            | 125º                        | 132                            | Eros Capecchi                  | 49º                            | 212                                    | Liam Bertazzo                          | 143º                                   |
| 53                          | Enrico Barbin               | 94º                         | 133                            | Rémi Cavagna                   | 115º                           | 213                                    | Marco Coledan                          | 146º                                   |
| 54                          | Andrea Guardini             | R 4ª                        | 134                            | Michael Mørkøv                 | 107º                           | 214                                    | Giuseppe Fonzi                         | 149º                                   |
| 55                          | Mirco Maestri               | R 19ª                       | 135                            | Fabio Sabatini                 | 129º                           | 215                                    | Jacopo Mosca                           | 98º                                    |
| 56                          | Manuel Senni                | R 15ª                       | 136                            | Maximilian Schachmann          | 31º                            | 216                                    | Alex Turrin                            | 86º                                    |
| 57                          | Paolo Simion                | 145º                        | 137                            | Florian Sénéchal               | 135º                           | 217                                    | Edoardo Zardini                        | NP 7ª                                  |
| 58                          | Alessandro Tonelli          | NP 15ª                      | 138                            | Zdeněk Štybar (Lin.)           | 80º                            | 218                                    | Eugert Zhupa                           | 148º                                   |
| D.S.: Roberto Reverberi     | D.S.: Roberto Reverberi     | D.S.: Roberto Reverberi     | D.S.: Davide Bramati           | D.S.: Davide Bramati           | D.S.: Davide Bramati           | D.S.: Luca Amoriello                   | D.S.: Luca Amoriello                   | D.S.: Luca Amoriello                   |
| BMC Racing Team             | BMC Racing Team             | BMC Racing Team             | Team Dimension Data            | Team Dimension Data            | Team Dimension Data            |                                        |                                        |                                        |
| 61                          | Rohan Dennis (Cr.)          | 16º                         | 141                            | Louis Meintjes                 | NP 17ª                         |                                        |                                        |                                        |
| 62                          | Alessandro De Marchi        | 65º                         | 142                            | Igor Antón                     | R 15ª                          |                                        |                                        |                                        |
| 63                          | Jempy Drucker               | 118º                        | 143                            | Natnael Berhane                | 83º                            |                                        |                                        |                                        |
| 64                          | Kilian Frankiny             | 43º                         | 144                            | Ryan Gibbons                   | 84º                            |                                        |                                        |                                        |
| 65                          | Nicolas Roche               | R 15ª                       | 145                            | Ben King                       | 44º                            |                                        |                                        |                                        |
| 66                          | Jürgen Roelandts            | 124º                        | 146                            | Ben O'Connor                   | R 19ª                          |                                        |                                        |                                        |
| 67                          | Francisco Ventoso           | 89º                         | 147                            | Jacques Janse van Rensburg     | 78º                            |                                        |                                        |                                        |
| 68                          | Loïc Vliegen                | R 15ª                       | 148                            | Jaco Venter                    | 95º                            |                                        |                                        |                                        |
| D.S.: Allan Peiper          | D.S.: Allan Peiper          | D.S.: Allan Peiper          | D.S.: Roger Hammond            | D.S.: Roger Hammond            | D.S.: Roger Hammond            |                                        |                                        |                                        |
| Bora-Hansgrohe              | Bora-Hansgrohe              | Bora-Hansgrohe              | Team EF Education First-Drapac | Team EF Education First-Drapac | Team EF Education First-Drapac |                                        |                                        |                                        |
| 71                          | Davide Formolo              | 10º                         | 151                            | Michael Woods                  | 19º                            |                                        |                                        |                                        |
| 72                          | Cesare Benedetti            | 108º                        | 152                            | Thomas Scully                  | NP 14ª                         |                                        |                                        |                                        |
| 73                          | Sam Bennett                 | 112º                        | 153                            | Hugh Carthy                    | 77º                            |                                        |                                        |                                        |
| 74                          | Felix Großschartner         | 27º                         | 154                            | Mitchell Docker                | 131º                           |                                        |                                        |                                        |
| 75                          | Patrick Konrad              | 7º                          | 155                            | Joe Dombrowski                 | 63º                            |                                        |                                        |                                        |
| 76                          | Christoph Pfingsten         | 58º                         | 156                            | Sacha Modolo                   | 88º                            |                                        |                                        |                                        |
| 77                          | Andreas Schillinger         | 139º                        | 157                            | Tom Van Asbroeck               | 133º                           |                                        |                                        |                                        |
| 78                          | Rüdiger Selig               | NP 6ª                       | 158                            | Nathan Brown                   | 52º                            |                                        |                                        |                                        |
| D.S.: Enrico Poitschke      | D.S.: Enrico Poitschke      | D.S.: Enrico Poitschke      | D.S.: Juan Manuel Gárate       | D.S.: Juan Manuel Gárate       | D.S.: Juan Manuel Gárate       |                                        |                                        |                                        |

### Legenda
| Legenda          | Legenda | Legenda        | Legenda                                                  |
| ---------------- | --- | -------------- | -------------------------------------------------------- |
| Dorsale          | Dorsale di partenza del ciclista | Posizione      | Posizione finale nella classifica generale               |
| Maglia rosa      | Indica il vincitore della classifica generale                                                                                        | Maglia azzurra | Indica il vincitore della classifica dei GPM             |
| Maglia ciclamino | Indica il vincitore della classifica a punti                                                                                         | Maglia bianca  | Indica il vincitore della classifica dei giovani         |
| NP               | Indica un ciclista che non è ripartito in una tappa la mattina                                                                       | R              | Indica un ciclista che si è ritirato in una tappa        |
| FTM              | Indica un ciclista che ha concluso una tappa fuori tempo, ossia ha impiegato più tempo rispetto a quanto stabilito dal tempo massimo | EX             | Corridore escluso per non aver rispettato il regolamento |

## Corridori per nazione
Le nazionalità rappresentate nella manifestazione sono 32; in tabella il numero dei ciclisti suddivisi per la propria nazione di appartenenza:
| Numero corridori | Nazione                                                                       |
| ---------------- | ----------------------------------------------------------------------------- |
| 45               | Italia                                                                        |
| 14               | Francia                                                                       |
| 13               | Belgio, Paesi Bassi                                                           |
| 12               | Spagna                                                                        |
| 8                | Colombia                                                                      |
| 7                | Australia, Germania                                                           |
| 5                | Danimarca                                                                     |
| 4                | Gran Bretagna, Stati Uniti, Sudafrica                                         |
| 3                | Austria, Canada, Irlanda, Rep. Ceca, Nuova Zelanda, Slovenia, Svizzera        |
| 2                | Bielorussia, Kazakistan, Israele, Lussemburgo, Russia                         |
| 1                | Albania, Argentina, Ecuador, Eritrea, Estonia, Lettonia, Norvegia, Portogallo |

### Quadro d'insieme nazionalità e tappe
| Nazione       | Corridori partenti | Corridori arrivati | Tappe vinte                           |
| ------------- | ------------------ | ------------------ | ------------------------------------- |
| Albania       | 1                  | 1                  |                                       |
| Argentina     | 1                  | 1                  |                                       |
| Australia     | 7                  | 6                  | 1 (Rohan Dennis)                      |
| Austria       | 3                  | 3                  |                                       |
| Belgio        | 13                 | 8                  | 1 (Tim Wellens)                       |
| Bielorussia   | 2                  | 0                  |                                       |
| Canada        | 3                  | 3                  |                                       |
| Colombia      | 8                  | 8                  | 1 (Esteban Chaves)                    |
| Danimarca     | 5                  | 5                  |                                       |
| Ecuador       | 1                  | 1                  | 1 (Richard Carapaz)                   |
| Eritrea       | 1                  | 1                  |                                       |
| Estonia       | 1                  | 0                  |                                       |
| Francia       | 14                 | 10                 |                                       |
| Germania      | 7                  | 6                  | 1 (Maximilian Schachmann)             |
| Gran Bretagna | 4                  | 4                  | 5 (Simon Yates x3, Chris Froome x2)   |
| Irlanda       | 3                  | 3                  | 3 (Sam Bennett x3)                    |
| Israele       | 2                  | 1                  |                                       |
| Italia        | 46                 | 39                 | 5 (Elia Viviani x4, Enrico Battaglin) |
| Kazakistan    | 2                  | 2                  |                                       |
| Lettonia      | 1                  | 1                  |                                       |
| Lussemburgo   | 2                  | 2                  |                                       |
| Paesi Bassi   | 13                 | 13                 | 1 (Tom Dumoulin)                      |
| Norvegia      | 1                  | 1                  |                                       |
| Nuova Zelanda | 3                  | 2                  |                                       |
| Portogallo    | 1                  | 1                  |                                       |
| Rep. Ceca     | 3                  | 3                  |                                       |
| Russia        | 2                  | 2                  |                                       |
| Spagna        | 12                 | 10                 | 1 (Mikel Nieve)                       |
| Slovenia      | 3                  | 3                  | 1 (Matej Mohorič)                     |
| Sudafrica     | 4                  | 3                  |                                       |
| Svizzera      | 3                  | 3                  |                                       |
| Stati Uniti   | 4                  | 4                  |                                       |
| Totale        | 176                | 149                | 21                                    |